# Чемпіонат Німеччини з хокею
Чемпіонат Німеччини з хокею — щорічні хокейні змагання в Німеччині, які проводяться з 1912 року. Чемпіонат має наступну структуру: Німецька хокейна ліга, Друга Німецька хокейна ліга, Оберліга яка складається з чотирьох регіональних ліг та регіональні ліги, які є останнєю ланкою перед аматорською лігою. Опікується змаганнями Федерація хокею Німеччини.

## Назви турніру
- Німецький чемпіонат 1912–1948
- Оберліга 1949–1958
- Бундесліга 1959–1994
- Німецька хокейна ліга з 1994 року
- З 1949 по 1990 роки проводився також Чемпіонат НДР з хокею у Німецький Демократичній Республіці

## Структура чемпіонату
В Німецький хокейній лізі 14 клубів проводять між собою чотири матчі на першому етапі, потім клуби, що зайняли 7–10 місця розігрують два місця в основний раунд плей-оф, після чого в турнірі на вибування розігрують звання чемпіона Німеччини. 2.Бундесліга є другою за значенням лігою, основу якою складають фарм-клуби НХЛ, невдахи вилітають до Оберліги, яка має чотири зони: південну, східну, північну та західну і в ній беруть участь як професійні так і напівпрофесійні клуби.

## Чемпіони Німеччини

### Німецька хокейна ліга з 1994
- 2023/24 — Айсберен Берлін
- 2022/23 — Ред Булл
- 2021/22 — Айсберен Берлін
- 2020/21 — Айсберен Берлін
- 2019/20 — чемпіонат не дограли через пандемію COVID-19
- 2018/19 — Адлер Мангейм
- 2017/18 — Ред Булл
- 2016/17 — Ред Булл
- 2015/16 — Ред Булл
- 2014/15 — Адлер Мангейм
- 2013/14 — Інгольштадт
- 2012/13 — Айсберен Берлін
- 2011/12 — Айсберен Берлін
- 2010/11 — Айсберен Берлін
- 2009/10 — Ганновер Скорпіонс
- 2008/09 — Айсберен Берлін
- 2007/08 — Айсберен Берлін
- 2006/07 — Адлер Мангейм
- 2005/06 — Айсберен Берлін
- 2004/05 — Айсберен Берлін
- 2003/04 — «Франкфурт Ліонс»
- 2002/03 — «Крефельд Пінгвінс»
- 2001/02 — Кельнер Гайє
- 2000/01 — Адлер Мангейм
- 1999/2000 — Мюнхен Баронс
- 1998/99 — Адлер Мангейм
- 1997/98 — Адлер Мангейм
- 1996/97 — Адлер Мангейм
- 1995/96 — Дюссельдорф ЕГ
- 1994/95 — Кельнер Гайє

### Бундесліга 1959–1994
- 1993/94 — ЕС Хедос
- 1992/93 — Дюссельдорф ЕГ
- 1991/92 — Дюссельдорф ЕГ
- 1990/91 — Дюссельдорф ЕГ
- 1989/90 — Дюссельдорф ЕГ
- 1988/89 — Розенгайм
- 1987/88 — Кельн
- 1986/87 — Кельн
- 1985/86 — Кельн
- 1984/85 — СБ Розенгайм
- 1983/84 — Кельн
- 1982/83 — ЕВ Ландсгут
- 1981/82 — СБ Розенгайм
- 1980/81 — СК Ріссерзеє
- 1979/80 — «Маннхаймер ЕРК»
- 1978/79 — Кельн
- 1977/78 — СК Ріссерзеє
- 1976/77 — Кельн
- 1975/76 — СК Берлін
- 1974/75 — Дюссельдорф ЕГ
- 1973/74 — СК Берлін
- 1972/73 — «Фюссен»
- 1971/72 — Дюссельдорф ЕГ
- 1970/71 — «Фюссен»
- 1969/70 — ЕВ Ландсгут
- 1968/69 — «Фюссен»
- 1967/68 — «Фюссен»
- 1966/67 — Дюссельдорф ЕГ
- 1965/66 — Бад Тельц
- 1964/65 — «Фюссен»
- 1963/64 — «Фюссен»
- 1962/63 — «Фюссен»
- 1961/62 — Бад Тельц
- 1960/61 — «Фюссен»
- 1959/60 — СК Ріссерзеє
- 1958/59 — «Фюссен»

### Оберліга 1949–1958
- 1957/58 — «Фюссен»
- 1956/57 — «Фюссен»
- 1955/56 — «Фюссен»
- 1954/55 — «Фюссен»
- 1953/54 — «Фюссен»
- 1952/53 — «Фюссен»
- 1951/52 — Крефельдер ЕВ
- 1950/51 — Пройзен Крефельд
- 1949/50 — СК Ріссерзеє
- 1948/49 — «Фюссен»

### Німецький чемпіонат 1912–1948
- 1948 — СК Ріссерзеє
- 1947 — СК Ріссерзеє
- 1946 — Неофіційний чемпіон СК Ріссерзеє
- 1944 — СК Берлін та СК Бранденбург Берлін
- 1943 — Чемпіонат не закінчився
- 1942 — Чемпіонат не закінчився
- 1941 — СК Ріссерзеє
- 1940 — Вінер ЕВ
- 1939 — «EK Енгельманн»
- 1938 — СК Ріссерзеє
- 1937 — СК Берлін
- 1936 — СК Берлін
- 1935 — СК Ріссерзеє
- 1934 — СК Бранденбург Берлін
- 1933 — СК Берлін
- 1932 — СК Берлін
- 1931 — СК Берлін
- 1930 — СК Берлін
- 1929 — СК Берлін
- 1928 — СК Берлін
- 1927 — СК Ріссерзеє
- 1926 — СК Берлін
- 1925 — СК Берлін
- 1924 — СК Берлін
- 1923 — СК Берлін
- 1922 — МТВ Мюнхен 1879
- 1921 — СК Берлін
- 1920 — СК Берлін
- 1914 — СК Берлін
- 1913 — СК Берлін
- 1912 — СК Берлін